# Matt Milne
Matt Milne (Hereford, 1990) è un attore britannico, noto soprattutto per aver interpretato Alfred Nugent in Downton Abbey, un ruolo che gli ha valso il Screen Actors Guild Award per il miglior cast in una serie drammatica nel 2014. Ha fatto il suo debutto cinematografico nel 2010, nel film di Steven Spielberg War Horse. L'anno successivo ottenne la laurea dall'Università dell'East Anglia. Nel 2011 si unì al National Youth Theatre e dal 2012 al 2013 recitò nella serie TV Downton Abbey, in cui interpretà Alfred per diciassette episodi.

## Filmografia

### Cinema
- War Horse, regia di Steven Spielberg (2011)
- La furia dei titani (Wrath of the Titans), regia di Jonathan Liebesman (2012)

### Televisione
- Downton Abbey - serie TV, 17 episodi (2012-2013)

## Doppiatori italiani
- Emiliano Coltorti in Downton Abbey
- Mattia Ward in War Horse